# دانیلا (مجموعه تلویزیونی ۲۰۰۲)
دانیلا (اسپانیایی: Daniela‎) یک تله‌نوولا آمریکایی به زبان اسپانیایی است که در سال ۲۰۰۲ منتشر شد. از بازیگران این سریال تلویزیونی می‌توان به لیتسی دومینگس اشاره کرد.